# Grof korrelloof
Grof korrelloof (Stereocaulon vesuvianum) is een korstmossoort uit de familie Stereocaulaceae.

## Determinatie
Het primaire thallus heeft de vorm van een melig laagje en verdwijnt heel vroeg. Het secundaire thallus omvat grijze, kale of viltige podia. Ze zijn solitair of vertakt. Ze hebben een hoogte van 1 tot 4, uitzonderlijk tot 7 cm, in dwarsdoorsnede zijn ze ovaal of plaatselijk onregelmatig afgeplat. De phyllocladia zijn witachtig en hebben soralee. In de schimmel komen cyanobacteriën van het geslacht Trebouxia voor. Cephalodia zijn zeldzaam, er zijn blauwgroene algen van het geslacht Stigonema.
Soms komen vruchtlichamen in de vorm van een lecithisch apothecium voor op de toppen van podecia. Ze hebben een diameter van 0,5–0,8 mm en platte of licht bolle donkerbruine schilden. De rand van het apothecium is aanvankelijk duidelijk. In elke zak worden acht sporen van 4–6 cellen gevormd, met afmetingen van 25–40 × 3–3,5 μm.
Korstmossenzuren: atranorine en norsticzuur. Het heeft de volgende kenmerkende kleurreacties: K+ (geel), C-, KC- en P+ (zalmgeel).

### Gelijkende taxa
Grof korrelloof  is gemakkelijk te onderscheiden van andere soorten korstmossen, maar het is moeilijk om hun individuele soorten te onderscheiden, omdat ze morfologisch erg op elkaar lijken. Een belangrijke rol bij het onderscheiden van soorten wordt gespeeld door de kleurreacties van korstmossen.

## Ecologie
Grof korrelloof groeit hoofdzakelijk epilitisch op vooral zure gesteenten. Zelden wordt het ook terrestrisch op zandgrond aangetroffen. De soort is een bekende gastheer voor de korstmosachtige schimmelsoorten Cercidospora stereocaulorum, Endococcus nanellus en Odontotrema stereocaulocola.

## Verspreiding
Grof korrelloof komt voor op alle continenten, voornamelijk in de toendra en in de bergen. Het groeit zeer snel na zijn lava en groeit op kale rotsen. Het komt veel voor in IJsland, vooral waar mos zich niet over de lava heeft weten te verspreiden. 
In Nederland is grof korrelloof zeldzaam. Het staat niet op de Nederlandse Rode Lijst en is niet bedreigd.

## Bioindicator
Grof korrelloof dat aan de voet van de Vesuvius op Sicilië groeit, wordt gebruikt om de afbraak van radioactief materiaal te volgen dat zich over Europa verspreidde na het kernongeval in Tsjernobyl in 1986. Deze soort slaat radioactieve isotopen van cesium en ruthenium op uit de omgeving in zijn weefsels. Het verval van deze radioactieve stoffen wordt regelmatig gemeten om te beoordelen in welke mate de effecten van het kernongeval van 1986 nog voelbaar zijn.